# Мшене-лазње
Мшене-лазње (чеш. Mšené-lázně) је насељено мјесто са административним статусом сеоске општине (чеш. obec) у округу Литомјержице, у Устечком крају, Чешка Република.

## Становништво
Према подацима о броју становника из 2014. године насеље је имало 1.734 становника.